# Paracoccidioidomicosisproctitissarcomucosis
Paracoccidioidomicosisproctitissarcomucosis – meksykańska grupa muzyczna wykonująca  goregrind. Nazwa jest połączeniem łacińskich nazw: parakokcydioidomikozy, procesu zapalnego odbytnicy (proctitis), mięsaka (sarcoma) oraz błony śluzowej (mucosa).

## Muzycy
- Ginecólogo Necrolamedor Clitoral (Isaac) – gitara elektryczna, śpiew
- Obstetra Penetrador Himeneal (Cristoph) – gitara basowa, śpiew
- Proctólogo Destructor de Esfínteres (Roberto) – perkusja

## Dyskografia
- (1999) Cunnilingus (Demo)
- (2001) Cunnilingus (Split z Horrified)
- (2001) Lynphatic Descomposition Esquistosomiasis (Demo)
- (2002) Satyriasis and Nymphomania
- (2004) Paracoccidioidomicosisproctitissarcomucosis / Butcher ABC (Split z Butcher ABC)
- (2007) Aromatica Germenexcitación en Orgías De Viscosa Y Amarga Putrefación